# Freddie Mercury-diszkográfia
Freddie Mercury diszkográfiája két stúdióalbumot, négy válogatásalbumot és tizenöt kislemezt tartalmaz.

## Stúdióalbumok
| Év   | Album információ                                                     | Helyezések | Helyezések | Helyezések | Helyezések | Helyezések | Helyezések | Helyezések | Helyezések | Helyezések | Eladási minősítések |
| Év   | Album információ                                                     | GBR        | AUT        | GER        | NLD        | NOR        | NZL        | SWE        | SWI        | USA        | Eladási minősítések |
| ---- | -------------------------------------------------------------------- | ---------- | ---------- | ---------- | ---------- | ---------- | ---------- | ---------- | ---------- | ---------- | ------------------- |
| 1985 | Mr. Bad Guy - Megjelent: 1985. április 29. - Kiadó: Columbia         | 6          | 23         | 11         | 17         | 13         | —          | 20         | 14         | 159        | - GBR: arany        |
| 1988 | Barcelona - Megjelent: 1988. október 10. - Kiadó: Polydor, Hollywood | 15         | 24         | 41         | 10         | —          | 13         | 37         | 18         | —          | - GBR: ezüst        |

## Válogatások
| Év   | Album információ                                                                                | Helyezések | Helyezések | Helyezések | Helyezések | Helyezések | Helyezések | Helyezések | Helyezések | Eladási minősítések |
| Év   | Album információ                                                                                | GBR        | AUT        | GER        | NLD        | NOR        | NZL        | SWE        | SWI        | Eladási minősítések |
| ---- | ----------------------------------------------------------------------------------------------- | ---------- | ---------- | ---------- | ---------- | ---------- | ---------- | ---------- | ---------- | ------------------- |
| 1992 | The Freddie Mercury Album - Megjelent: 1992. november 16. - Kiadó: Parlophone                   | 4          | 2          | 3          | 9          | 12         | 4          | 37         | 8          | - GBR: 2x platina   |
| 1992 | The Great Pretender - Megjelent: 1992. november 24. - Kiadó: Hollywood                          | —          | —          | —          | —          | —          | —          | —          | —          |                     |
| 2000 | The Solo Collection - Megjelent: 2000. október 23. - Kiadó: Parlophone                          | 13         | 36         | 55         | 21         | —          | —          | —          | 42         | - GBR: arany        |
| 2006 | Lover of Life, Singer of Songs - Megjelent: 2006. szeptember 4. - Kiadó: Parlophone             | 6          | 7          | 13         | 30         | 8          | —          | 14         | 16         | - GBR: arany        |
| 2016 | Messenger of the Gods: The Singles Collection - Megjelent: 2016. szeptember 2. - Kiadó: Mercury | 31         | 24         | 33         | 27         | —          | —          | —          | 53         |                     |
| 2019 | Never Boring - Megjelent: 2019. október 11. - Kiadó: Mercury                                    | 18         | 21         | 23         | 54         | —          | —          | —          | 9          |                     |

## Díszdobozban
| Megjelenés        | Cím                 |
| ----------------- | ------------------- |
| 2000. október 23. | The Solo Collection |

## Kislemezek
| Év   | Cím                                | Legmagasabb helyezés | Legmagasabb helyezés | Legmagasabb helyezés | Legmagasabb helyezés | Legmagasabb helyezés | Legmagasabb helyezés | Legmagasabb helyezés | Legmagasabb helyezés | Legmagasabb helyezés | Album                          |
| Év   | Cím                                | GBR                  | AUT                  | FRA                  | GER                  | IRE                  | NLD                  | SWI                  | SWE                  | USA                  | Album                          |
| ---- | ---------------------------------- | -------------------- | -------------------- | -------------------- | -------------------- | -------------------- | -------------------- | -------------------- | -------------------- | -------------------- | ------------------------------ |
| 1984 | Love Kills                         | 10                   | 9                    | —                    | 25                   | 4                    | 24                   | 27                   | —                    | 69                   |                                |
| 1985 | I Was Born to Love You             | 17                   | 20                   | —                    | 17                   | 7                    | 22                   | 24                   | —                    | 76                   | Mr. Bad Guy                    |
| 1985 | Made in Heaven                     | 57                   | —                    | —                    | 60                   | 30                   | —                    | —                    | —                    | —                    | Mr. Bad Guy                    |
| 1985 | Living on My Own                   | 50                   | —                    | —                    | —                    | —                    | —                    | —                    | —                    | —                    | Mr. Bad Guy                    |
| 1985 | Love Me Like There's No Tomorrow   | 76                   | —                    | —                    | —                    | —                    | —                    | —                    | —                    | —                    | Mr. Bad Guy                    |
| 1986 | Time                               | 32                   | —                    | —                    | —                    | 12                   | —                    | —                    | —                    | —                    |                                |
| 1987 | The Great Pretender                | 4                    | 23                   | 13                   | 26                   | 2                    | 11                   | 15                   | 14                   | —                    |                                |
| 1987 | Barcelona                          | 8                    | —                    | 6                    | 32                   | 8                    | 2                    | 8                    | 12                   | —                    | Barcelona                      |
| 1988 | The Golden Boy                     | 83                   | —                    | —                    | —                    | —                    | —                    | —                    | —                    | —                    | Barcelona                      |
| 1989 | How Can I Go On                    | 95                   | —                    | —                    | —                    | —                    | —                    | —                    | —                    | —                    | Barcelona                      |
| 1992 | Barcelona [újrakiadás]             | 2                    | —                    | —                    | —                    | 3                    | —                    | —                    | —                    | —                    |                                |
| 1992 | In My Defence                      | 8                    | —                    | 50                   | —                    | 12                   | —                    | —                    | —                    | —                    |                                |
| 1993 | The Great Pretender [újrakiadás]   | 29                   | —                    | —                    | —                    | —                    | —                    | —                    | —                    | —                    |                                |
| 1993 | Living on My Own (Remix)           | 1                    | 2                    | 1                    | 2                    | 1                    | 2                    | 2                    | 1                    | —                    |                                |
| 2006 | Love Kills (Sunshine People Remix) | 86                   | —                    | —                    | 83                   | —                    | 49                   | 98                   | —                    | —                    | Lover of Life, Singer of Songs |
| 2019 | Time Waits for No One              | —                    | —                    | —                    | —                    | —                    | —                    | —                    | —                    | —                    | Never Boring                   |